# 김경국
김경국(1988년 10월 29일 ~ )은 대한민국의 축구 선수이며, 포지션은 미드필더이다.